# Бек Везерс
Сіборн Бек Везерс (англ. Seaborn Beck Weathers, нар. 16 грудня 1946) — американський патологоанатом з Техасу, який пережив катастрофу на горі Еверест 1996 року.

## Ранні роки та особисте життя
Батько Бека Везерса був старшим офіцером ВПС, тому родина часто переїжджала між військовими базами. Бек закінчив коледж у Вічита-Фоллс, штат Техас, медичний університет, почав медичну практику, одружився та став батьком двох дітей. У 1986 році він записався на курси альпінізму, а пізніше вирішив спробувати піднятися на Сім вершин. Своїм «натхненником» він вважав Річарда Басса, першу людину, яка піднялася на Сім вершин і завдяки якій сходження на Еверест здавалося «доступним і для простих хлопців». У 1993 році Везерс здійснив сходження з гідом на масив Вінсон, де познайомився із Сенді Піттман, з якою наступного разу зустрівся на Евересті в 1996 році.
В інтерв'ю Везерс казав, що більшу частину свого дорослого життя він провів у глибокій депресії та звернувся до альпінізму та фізичної активності, щоб послабити її наслідки. «Я ніколи нікому не розповідав про це, — сказав він про свою депресію, — і я виявив, що якщо ти сильно перевантажуєш своє тіло, ти не можеш думати, і ця відсутність мислення була неймовірно приємною».

## Експедиція на Еверест
У травні 1996 року Везерс був одним із восьми клієнтів, яких супроводжував на гору Еверест Роб Голл з компанії Adventure Consultants. В ніч з 9 на 10 травня разом з іншими експедиційними групами вони вирушили з Табору IV на Південному сідлі (7906 м) до вершини.
На так званому Балконі (приблизно 8400 м) у Везерса виникли серйозні проблеми із зором, пов'язані з тим, що 18 місяців тому він переніс операцію на очах (радіальна кератомія). Він міг бачити не більш ніж на метр перед собою, і керівник експедиції Роб Голл наказав йому негайно спуститися до Табору IV, але Везерс вважав, що його зір може покращитися, коли зійде сонце. Голл велів йому почекати, пообіцявши спуститися з ним, а сам повів до вершини іншого клієнта, Дага Гансена.
Через кілька годин почалася снігова буря, і Голл з Гансеном не змогли повернутися (пізніше вони загинули на вище на горі). Везерс зрештою почав спускатися з гідом Майклом Грумом, який тягнув його на короткій зв'язці. У хуртовині Везерс і ще десять альпіністів заблукали та не змогли знайти Табір IV. Враховуючи фактор охолодження вітром, температура на горі становила близько -75 °C. Коли через кілька годин шторм стих, Везерс і четверо інших альпіністів настільки ослабли, що залишилися на місці, поки інші відправилися до табору. З табору на допомогу піднявся Анатолій Букреєв, гід іншої експедиції, яку очолював Скотт Фішер. Букреєв зміг доставити до табору трьох альпіністів, але Везерс за цей час встав і зник у темряві.
Наступного дня, 11 травня, на це місце піднялися Стюарт Гатчісон (інший клієнт з команди Голла) і два шерпи, щоб перевірити стан Везерса та його колеги по команді Ясуко Намби, яку теж не вдалося евакуювати вночі, оскільки вона була непритомна. Обоє були живими, але в стані крайнього ступора. Вважаючи, що ці двоє близькі до смерті і не зможуть спуститися з гори живими, Гатчісон та інші залишили їх і повернулися до Табору IV, тим більше, що альпіністи самі наражалися б на велику загрозу, якби їм довелося тягти непритомних людей небезпечним маршрутом.
Намба померла, але Везерс, всупереч очікуванням, через якийсь час несподівано вийшов з гіпотермічної коми і зміг встати й самотужки дістатися Табору IV.
Везерса поклали у спальнику в наметі Скотта Фішера (сам Фішер також загинув тієї ночі вище на горі) і знову залишили без уваги. Його товариші по сходженню пізніше казали, що замерзлі рука та ніс Везерса на дотик нагадували порцеляну, обличчя виглядало чорним, і ніхто не очікував, що він виживе. Але Везерс вижив, і вранці 12 травня Везерса його доставили до Табору II, де було встановлено медичний намет.
Після надання початкової медичної допомоги Везерса та тайванського альпініста Макалу-Гау вранці 13 травня довели на замерзлих ногах до Табору II у Долині Мовчання (приблизно 6400 м). Звідти їх по одному (Везерс поступився місцем Макалу) вивез гелікоптером до Катманду непальський пілот полковник Мадан Хатрі Чхетрі. Це стало однією з найвищих медичних евакуацій, коли-небудь здійснених за допомогою гелікоптера.
У лікарні Везерсу ампутували праву руку посередині між ліктем і зап'ястям, всі пальці на лівій руці, частини обох ступень і ніс. Ніс пізніше реконструювали з тканин з вуха та чола.

## Після Евересту
Везерс опублікував книгу про свої пригоди «Залишений помирати: Моя подорож додому з Евересту» (англ. Left for Dead: My Journey Home from Everest, 2000). Він продовжив займатися медициною та виступає з мотиваційними промовами. Він живе в Далласі, штат Техас, де працював патологоанатомом у лікарні Medical City.

## У мистецтві
- Історія Везерса була висвітлена в книзі Джона Кракавера «У розрідженому повітрі» (1997)(інші мови).
- В екранізації книги Кракауера, телевізійному фільму 1997 року «У розрідженому повітрі: Смерть на Евересті»(інші мови) роль Везерса зіграв Річард Дженкінс[12].
- У фільмі 2015 року «Еверест» роль Везерса виконав Джош Бролін[13].
- Везерс — персонаж опери «Еверест»(інші мови) композитора Джобі Талбота(інші мови); на світовій прем'єрі роль виконав бас Кевін Бердетт(інші мови)[14].